# Mojave 3
Mojave 3 är en engelsk indierockgrupp bestående av Neil Halstead, Rachel Goswell, Simon Rowe, Alan Forrester och Ian McCutcheon. Gruppen bildades 1995, efter upplösningen av shoegazingbandet Slowdive som Halstead, Goswell och McCutcheon var medlemmar i. Simon Rowe var tidigare medlem i shoegazingbandet Chapterhouse. Mojave 3s stil är i jämförelse mer avskalad, med tydliga inslag av folk- och countrymusik.

## Diskografi
- Ask Me Tomorrow (1995)
- Out of Tune (1998)
- Excuses for Travellers (2000)
- Spoon and Rafter (2003)
- Puzzles Like You (2006)